# عمار السويح
عمار السويّح (تبرسق، 11 جوان 1957-)، هو مدرب كرة قدم تونسي. برز السويّح مع فريق مستقبل وادي الليل الذي حقق معه الصعود أواخر الثمانينات من الدرجة الثالثة إلى الأولى في ظرف عامين. درب في التسعينات عدة فرق في القسم الأول والثاني كقرمبالية الرياضية وجمعية أريانة والملعب القابسي وأولمبيك الكاف وعام 2001 تمكن من الظفر بكأس تونس مع نادي حمام الأنف. انتدب بعدها من قبل النجم الرياضي الساحلي ثم عين مدربا للمنتخب التونسي الذي قاده في كأس العالم 2002  دون أن يتمكن معه من اجتياز الدور الأول. بين 2004 و2009 عمل في السعودية حيث درب هناك فرق الحزم والقادسية والطائي والاتفاق. تولى بين 2009 و2011 الإشراف على المنتخب التونسي الأولمبي وفي أكتوبر 2011 انتدبه نادي الرائد السعودي  الذي استمر في تدريبه حتى 31 جانفي 2013 تاريخ استقالته منه وسبق ان درب نادي الشباب السعودي وحصل معهم على كأس خادم الحرمين الشريفين موسم 2013م-2014م وتعتبر البطولة الأغلى في الشرق الأوسط والأجمل لدى المدرب عمار السويح.
أعلنت الصحف والمواقع يوم الأربعاء 26 أغسطس 2015 عن تولي عمار السويح مهمة المدير الفني لفريق الترجي الرياضي التونسي في وقت حرج بعد خروج الفريق خالي الوفاض حيث احتل المرتبة الثالثة في الدوري التونسي وخرج من كأس تونس وبطولات أفريقيا للأندية متلقيا سلسلة من الهزائم على أرضه.
.